# Universidade de Calcutá

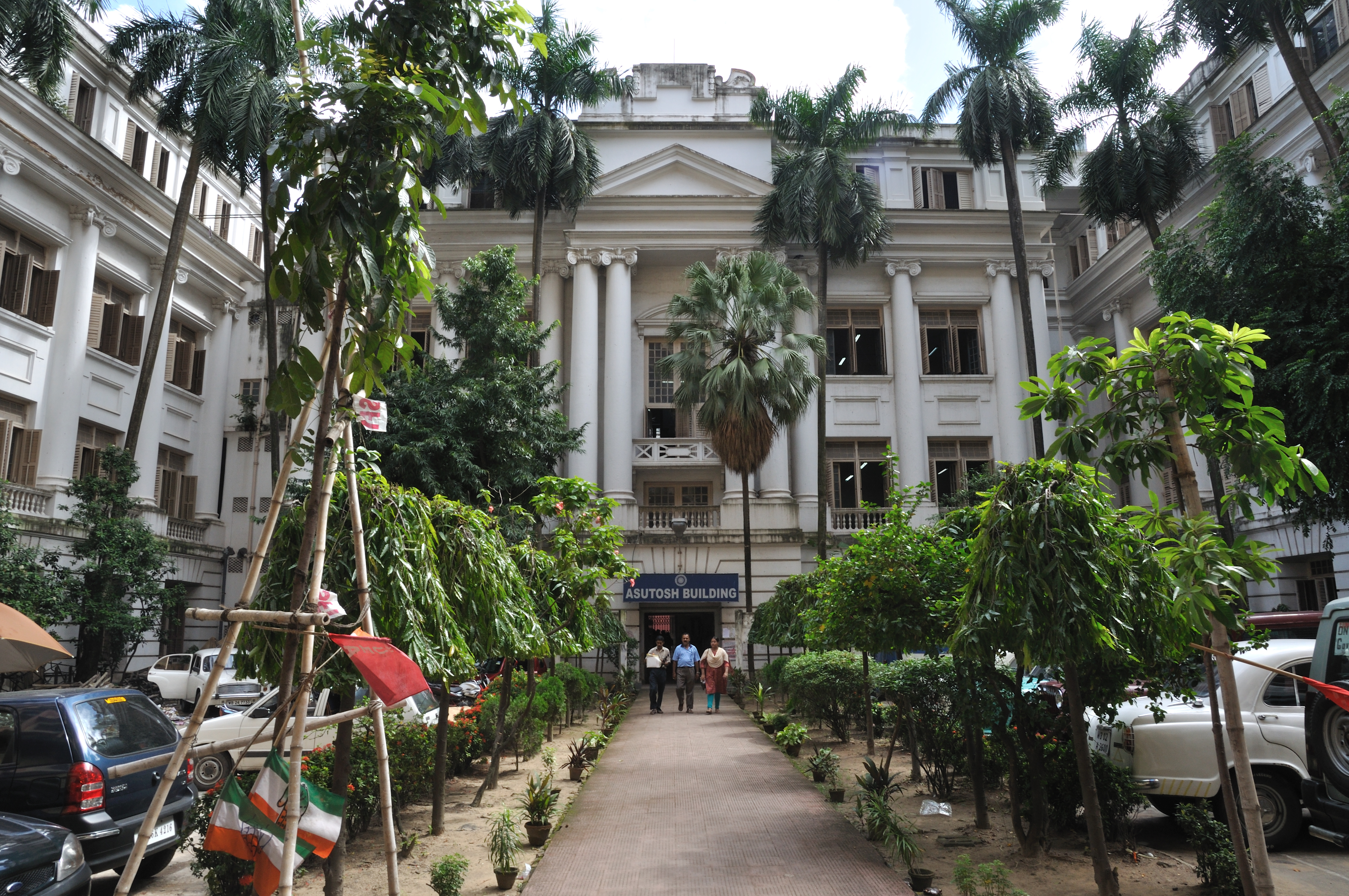
Campus da Universidade

A Universidade de Calcutá (em bengali: কলিকাতা বিশ্ববিদ্যালয়; em inglês:  University of Calcutta) é uma universidade pública localizada na cidade de Calcutá, capital do estado de Bengala Ocidental, na Índia. Fundada em 24 de Janeiro de 1857, é reconhecida na Índia como uma "Universidade Cinco Estrelas" e um "Centro com Potencial para a Excelência" pelos órgão federais responsáveis pela qualidade do ensino superior no país. Há pelo menos quatro cientistas agraciados com o Prêmio Nobel associados à universidade: Ronald Ross, Rabindranath Tagore, Chandrasekhara Venkata Raman e Amartya Sen. Em 2015 contava com 22.520 estudantes, incluindo 1.121 no mestrado e 1.631 no doutorado.